# Монархија
Монархија је облик владавине у коме група, генерално фамилија која представља династију, оличава национални идентитет земље, а њен вођа, монарх, спроводи улогу суверенитета. Стварна моћ монарха може да варира од чисто симболичне (крунска република), до парцијалне и ограничене (конституционална монархија), до комплетно аутократске (апсолутне монархије). Традиционално монархова позиција је наследна и траје до смрти или абдикације. За разлику од тога, изборне монархије имају процес избора монарха. Оба типа имају дање варијације, јер постоје разнолике структуре и традиције које дефинишу монархију. На пример, у неким изабраним монархијама узимају се у обзир само педигре као мера подобности следећег владара, док многе наследне монархије намећу захтеве у погледу вере, старости, пола, менталног капацитета итд. Повремено то може створити ситуацију супарничких потражитеља чији легитимитет подлеже ефективним изборима. Постојали су случајеви када је период монархистичке владавине био било фиксан у погледу броја година или се настављао док се не остваре одређени циљеви: на пример, док се одбије инвазија.
Монархијска владавина је најчешћи облик власти до 19. века. Она је сада обично уставна монархија, у којој монарх задржава јединствену правну и церемонијалну улогу, али има ограничену или никакву званичну политичку моћ: под писаним или неписаним уставом, други имају управну власт. Тренутно, 43 суверених нација на свету имају монархе који делују као глава државе, 15 од којих у крунским земљама Комонвелта признају краља Чарлса III као њиховог поглавара државе. Најсавременије европске монархије су уставне и наследне са великим церемонијалним улогом, са изузетком Ватикана, који је изборна теократија и кнежевине Лихтенштајн где монарх врши неограничен ауторитет. Монархије Камбоџе и Малезије су уставне и имају велику церемонијалну улогу, упркос томе што имају знатно више друштвеног и правног утицаја од њихових европских еквивалената. Монарси Брунеја, Марока, Омана, Катара, Саудијске Арабије и Свазиланда имају више политичког утицаја него било који други јединствени извор власти у својим нацијама, било по традицији или у уставном мандату.
У монархији власт краља је неограничена, наследна и без одговорности. Она се трансформисала у данашњем смислу у власт закона. Уставна монархија (као што је монархија у Уједињеном Краљевству) је ограничена уставом. Ово се догодило услед развоја друштва (економских односа, технике, грађанске мисли) и спознаја да друштво може опстати, а држава егзистирати. Ако се владавина монарха замени влашћу закона доћи ће до трансформације класичне монархије (тако краљ/краљица у Великој Британији нема никаквих великих моћи већ служи више као маскота државе- финансирана из благајне државе). У новијем периоду приликом доношења закона монарх сарађује са парламентом (у Великој Британији улога краља/краљице је симболична- он/она има право само да се потпише на донесени закон, не сме га ни одбити). Тако је започео процес поделе власти. Краљ је изгубио извршно-политичке овласти.

## Етимологија
Реч „монарх” (лат. monarcha) потиче од грчке речи μονάρχης, monárkhēs (од μόνος monos, „један, сингуларни”, и ἄρχω árkhō, „владати” (упореди ἄρχων arkhon, „лидер, владар, шеф”)) која се односи на једног, бар номинално апсолутног владара. У садашњој употреби реч монархија се обично односи на традиционални систем наследне владавине, пошто су изборне монархије ретке у данашње време.
У зависности од титуле монарха, монархија може да буде позната као краљевство, принципалат, војводство, велико војводство, царство, емират, султанат, каганат, etc.

## Историја
Форма друштвене хијерархије познате као поглавица или племенски вођа је преисторијска. Класични грчки термин monarchia је користио Херодот (3.82). Монарх у класичној антици често се идентификује као „краљ” или „владар” (архонт, басилеус, рекс, тиранин etc.) или као „краљица” (басилина). Од најранијих историјских времена, од доба египатских и месопотамијских монарха, као и у реконструисаним преиндоевропским религијама, краљ има сакралну функцију директно повезану са жртвовањем, или његов народ сматра да има божанско порекло.
Улога римског императора као заштитника хришћанства била је у конфликту са сакралним аспектима које су држали германски краљеви ради креирања појма „божанског право краљева” у хришћанском средњем веку. Кинески, Јапански и Непалски монаси се и даље сматрају живућим боговима у модерном добу.
Од антике, монархија је у супротности са облицима демократије, где извршну власт имају скупштине слободних грађана. У антици, монархије су биле укинуте у корист таквих скупштина у Риму (Римска република, 509. п. н. е.) и Атини (Атинска демократија, 500. п. н. е.).
У немачком антиквитету, краљевство је првенствено била сакрална функција, и краљ је био непосредни наследник код неких племена, док је код других биран међу прихватљивим члановима краљевске породице путем тинг владајуће скупштине.
Такав древни „парламентаризам” је углавном нестао током европског средњег века, мада је опстао у облику регионалних скупштина, као што су Исландски Комонвелт, швајцарски Landsgemeinde и касније Tagsatzung, и високо средњовековни комунални покрет повезан са порастом средњовековних градских привилегија.
Модерни препород парламентаризма и антимонархизма је почео са привременим збацивањем енглеске монархије дејством енглеског парламента 1649. године, након Америчке револуције из 1776 и Француске револуције из 1792. Један од многих противника тог тренда била је Елизабета Даубарн, чији анонимни Дијалог између Кларе Невил и Луиса Милса, о лојалности (1794) приказује „будаласту Луизу, која се диви слободи, Томаса Пејна и САД, [којој] Клара држи предавање о божјем одобравању монархије” и на утицају који жене могу да изврше на мушкарце. Највећи део политике 19. века је био окарактерисан поделом између антимонархистичког радикализма и монархистичког конзерватизма.
Многе земље су укинуле монархију у 20. веку и постале републике, нарочито након било Првог светског рата или Другог светског рата. Подршка републичком уређењу се назива републиканизмом, док се подршка монархији назива монархизмом. У модерној ери, монархије су превалентније у малим државама него у великим.

## Карактеристике и улоге
Монархије су повезане са политичким или социокултурним наследном улогом, у којој монаси владају док су живи (мада неки монаси не задржавају позиције доживотно: на пример, Јанг ди-Пертуан Агонг од Малезије служе петогодишњи мандат) и преносе одговорности и моћ положаја свом детету или другом члану своје породице када умру. Већина монарха, историјски и у модерно време, су рођени и одгајени у оквиру краљевске породице, центра краљевског домаћинства и двора. Одрастајући у краљевској породици (званој династија кад траје више генерација), будући монарси се обично обучавају за одговорности очекиване будуће владавине.
Различити системи наслеђивања су кориштени, као што је близина по крви, примогенитура, и агнатична сениорност (Салијски законик). Док су већина монарха били мушкарци, многи женски монарси су такође владали током историје; термин краљица се односи на владајућег монарха, док се термин консортна краљица односи на жену владајућег краља. Владавина може да буде наследна у пракси иако се не сматра монархијом, као што су породичне диктатуре или политичке фамилије у многим демократијаа.
Главна предност наследне монархије је непосредан континуитет вођства (као што се види у класичној фрази „Краљ је мртав, дуго живео краљ!” (енгл. The King is dead. Long live the King!).
Неке монархије су ненаследне. У изборним монархијама, монарси се бирају на изборима, или их именује неко тело (изборни колегијум) доживотно или на одређени период, али иначе служе као монаси. Данас постоје три изборне монархије: Малезија и Уједињени арапски емирати су творевине 20. века, док је папство древно.
Самопрокламована монархија се успоставља као особа прогласи монархију без било каквих историјских веза са ранијом династијом. Наполеон I Бонапарта је себе декларисао царом Француске и владао је Првим француским царством након што је претходно називао себе првим конзулом, дошавши на власт у државном удару из 18. бримера. Жан-Бедел Бокаса из Централноафричке Републике је декларисао себе „царом” Централноафричке империје. Јуен Шикај је крунисао себе као цара краткотрајног „Кинеског царства” неколико година након што је Република Кина била основана.

### Моћ монарха
- У апсолутној монархији, монарх влада као аутократ, са апсолутном моћи над државом и владом — на пример има право да ствара правила по декрету, објављује законе, и намеће казне. Апсолутни монарси нису нужно ауторитарни; просвећени апсолутисти из доба просветитељства су били монаси који су дозвољавали разне слободе.
- У уставној монархији, монарх је подложан уставу. Монарх служи као церемонијални номинални симбол националног јединства и континуитета државе. Монарх је номинално суверен али бирачко тело, преко своје законодавне власти, има (обично ограничен) политички суверенитет. Уставни монарси имају ограничену политичку моћ, изузев у Јапану и Шведској, где устави не пружају моћ њиховим монарсима. Типичне монархистичке моћи обухватају давање помиловања, давање одликовања, и резервна овлашћења, нпр. да одбаци премијера, да одбије распуштање парламента, или изда вето на легислацију (да се „уздржи од давања краљевског пристанка”). Они обично имају привилегије неповредивости, суверенског имунитета, и званичне резиденције. Монархова моћ и утицај могу да зависе од традиције, преседана, популарног мишљења, и закона.
- У другим случајевима, монархова моћ је ограничена, не због уставних ограничења, већ због ефективне војне власти. У касном Римском царству, Преторијанска гарда је неколико пута свргла римске цареве и поставила нове цара. Хеленистичке краљеве Македоније и Епира је бирала армија, која је била слична по саставу еклесији демократија, савета свих слободних грађана; војна служба је често била везана за држављанство међу мушким члановима краљевске куће. Војна доминација монарха се јавила у модерном Тајланду и у средњовековном Јапану (где је наследни војни поглавар, шогун био де факто владар, мада је јапански цар номинално владао). У фашистичкој Италији Савојска монархија под краљем Виториом Емануелом III је коегзистирала са фашистичком једнопартијском владавином Бенито Мусолинија; Румунија под Гвозденом гардом и Грчка током првих месеци диктатуре пуковника су биле у сличном положају. Шпанија под Франциском Франком је званично била монархија, мада није било монарха на престолу. Након његове смрти, Франка је наследио као поглавар државе Бурбонски престолонаследник, Хуан Карлос I, који је постепено учинио Шпанију демократијом са њим као номиналним уставним монархом.

## Изборна и наследна монархија
Изборна монархија (са често ограниченим бројем кандидата и изборног подручја) се чини старијим обликом од наследне монархије која је успела да смањи опасност грађанског рата при утврђивању наследника. Изборне монархије су до свог краја биле Пољска и Свето римско царство. Данас (2006) су то још Малезија, Уједињени Арапски Емирати, Ватикан, а формално и кнежевина Андора.
До доласка хришћанства у Европу на том подручју су углавном постојале изборне монархије. Различита племена имала су своје поглавице који су се по правилу потицали из снажних и утицајних породичних кланова, али нису познавали наследно право. Након смрти једног поглавице, нови је био биран уз одређени ритуал, или би га једноставно прокламирали. Нека племена су само за одређени рат или пљачкашки поход бирала кнеза, који би након обављеног „посла” поново био обичан слободњак. Неки други облик владавине је за сељаке — ратнике био једноставно неприхватљив.
То је било раздобље пре феудализма и имало је делом одлике демократије. То је, међутим, престало са хришћанством. Кад је цар Римског царства Константин Велики 313. године хришћанство прогласио равноправним с другим религијама, а касније и сам прешао на хришћанство, почело је савезништво између хришћанских цркви и световних владара. Црква је легитимисала апсолутну власт владара и наследно право идејом да је неко „владар по Божјој милости”. Као противуслугу, црква је осигурала привилеговани положај и суделовање у власти, и то је остало у већини држава све до Француске револуције.
Европом током средњег века све више превладавају наследне монархије. Монарх је на челу склопа мање-више хомогеног владајућег подручја које онда у облику феуда дели својим присталицама. Тај феудални систем формира подлогу управљања и војачења у подручјима којим влада монарх, али трпи због све већих захтева властеле да им феуди пређу у власништво с правом наслеђивања како би онда они са своје стране могли даље те феуде делити својим сљедбеницима. До појаве раних облика модерних држава европски монарх је практично све више губио стварну власт у корист тако формиране феудалне властеле.

## Облици монархија
Са настајањем модерних држава, у Европи новог времена обликовале су се три форме монархија:
Апсолутистичка монархија: У том облику монарх полаже право на искључиву личну власт над свим пословима државе, а властела све више губи своје положаје у феудалном систему у замену за привилегије у државној управи и војсци. Најпознатији пример таквих претензија на апсолутну власт монарха је изјава Краља сунца Луја XIV: „Држава — то сам ја”. На дужи рок се таква апсолутна власт није могла одржати супротно вољи властеле и грађанства које се све снажније развијало. Тамо где су монархије преживеле, попримиле су елементе републике или демократије. Упркос одређеним потешкоћама у тачном разграничењу тог појма, могло би се рећи да данас (2005) још постоје као апсолутистичке следеће монархије: Брунеј, Ватикан, Саудијска Арабија и евентуално још која арапска монархија у Персијском заливу .
Уставна монархија: У овом облику монархије власт монарха више није апсолутна (неограничена) него је утврђује устав. Али ипак, владу не одређују народни представници него и даље именује монарх. Пример такве монархије било је Њемачко царство од 1871. до 1918, односно и данас војводство Лихтенштајн.
Парламентарна монархија: Парламентарна монархија је подоблик уставне у којој монарх осим уставних ограничења заправо уопште више не суделује у државним пословима (осим ретких изузетака). Њих воде парламент и влада, иако монарх још увек може имати знатан неформални утицај. Њему припадају углавном још само репрезентативни задаци. Такав облик државе данас у Европи имају Белгија, Данска, Луксембург, Норвешка, Холандија, Шведска, Шпанија и Уједињено Краљевство.

## Државе са монархистичким уређењем
- Андора
- Антигва и Барбуда
- Аустралија
- Бахами
- Бахреин (Краљ Бахреина)
- Белгија
- Белизе
- Брунеј
- Бутан
- Ватикан (Папа)
- Гренада
- Данска
- Јамајка
- Јапан (Цар Јапана)
- Јордан
- Камбоџа
- Канада
- Катар
- Кувајт
- Лесото
- Лихтенштајн (Кнез Лихтенштајна)
- Луксембург (Велики војвода Луксембурга)
- Малезија
- Мароко
- Монако (Кнез Монака)
- Нови Зеланд (Монархија на Новом Зеланду)
- Норвешка
- Оман
- Папуа Нова Гвинеја
- Саудијска Арабија (Краљ Саудијске Арабије)
- Свазиленд
- Света Луција
- Свети Винсент и Гренадини
- Свети Китс и Невис
- Соломонова Острва
- Тајланд
- Тонга
- Тувалу
- Уједињени Арапски Емирати
- Уједињено Краљевство Велике Британије и Северне Ирске (Британска монархија)
- Краљевина Холандија
- Шведска
- Шпанија